# Дудіно (Калузька область)
Дудіно (рос. Дудино) — присілок в Ульяновському районі Калузької області Російської Федерації.
Населення становить 0 осіб. Входить до складу муніципального утворення Село Волосово-Дудино.

## Історія
Від 2004 року входить до складу муніципального утворення Село Волосово-Дудино

## Населення
| 2002 | 2010 |
| ---- | ---- |
| 0    | →0   |